# Trichonotulus mubalensis
Trichonotulus mubalensis är en skalbaggsart som beskrevs av Renaud Maurice Adrien Paulian 1954. Trichonotulus mubalensis ingår i släktet Trichonotulus och familjen Aphodiidae. Inga underarter finns listade i Catalogue of Life.